# 韦斯特林山区阿尔滕基兴
韦斯特林山区阿尔滕基兴（德語：Altenkirchen (Westerwald)），简称阿尔滕基兴（德語：Altenkirchen，發音：[ˌaltn̩ˈkɪʁçn̩] ⓘ），是德国莱茵兰-普法尔茨州韦斯特林山区阿尔滕基兴县的城市，也是韦斯特林山区阿尔滕基兴县的县治，面积10.98平方千米，2023年12月31日人口为6,603人。